# 路易斯·烏瑞亞斯
路易斯·費南多·烏瑞亞斯·費古耶洛亞（西班牙語：Luis Fernando Urías Figueroa，1997年6月3日—），為美國職棒大聯盟的內野手，目前效力於運動家。他先前曾效力於教士、釀酒人、紅襪與水手等隊。

## 職業生涯

### 聖地牙哥教士
2013年12月，烏瑞亞斯以自由球員身分加盟教士。2016年，他從高階1A直接跳級到3A，還參加未來之星明星賽。
2017年，烏瑞亞斯代表墨西哥參加世界棒球經典賽。他在2018年成為小聯盟新秀排行榜第32名。8月28日，烏瑞亞斯登上大聯盟。這年他的打擊率為2成08，並敲出2轟。9月11日，他因為左繩肌受傷導致賽季報銷。

### 密爾瓦基釀酒人
2019年11月27日，教士將烏瑞亞斯和Eric Lauer交易到釀酒人，換來崔恩特·葛里沙姆、Zach Davies和一名日後指定球員。2020年7月6日，因球隊宣布烏瑞亞斯確診，因此他一直到8月10日才重返賽場。這年他的打擊率為2成39。
2021年5月31日，烏瑞亞斯敲出生涯首支再見安打。整季他的打擊率為2成49，並敲出23轟與75分打點。2022年，他繳出2成39的打擊率，並敲出16轟與47分打點。
2023年1月13日，烏瑞亞斯與釀酒人簽下一年4700萬美元的合約。不過他春訓就受傷導致錯過開季，6月初回歸也繳出1成45的打擊率。最後他被下放3A，並由布萊斯·圖朗接替他的位置。

### 波士頓紅襪
2023年8月1日，釀酒人將烏瑞亞斯交易到紅襪，換來小聯盟投手Bradley Blalock。8月17日，他敲出生涯首支滿貫砲。兩天後，他再度敲出滿貫砲。後來他在9月22日因為左小腿拉傷進入傷兵名單。

### 西雅圖水手
2023年11月17日，紅襪將烏瑞亞斯交易到水手，換來Isaiah Campbell。他在水手只繳出1成52的打擊率，並敲出3轟與12分打點。6月4日，他被球隊下放3A。

## 個人生活
烏瑞亞斯的哥哥拉蒙·烏瑞亞斯也是一名棒球選手，目前效力於巴爾的摩金鶯。

## 外部連結
- 球員資訊和成績在MLB，ESPN，Baseball-Reference，Fangraphs（英文）